# Ayanda Ngila
Ayanda Ngila, né en 1992 et assassiné le 8 mars 2022, est un militant sud-africain du mouvement des habitants des bidonvilles Abahlali baseMjondolo (en).

## Biographie
Ngila est un miliant du mouvement des habitants des bidonvilles Abahlali baseMjondolo (Abm). En mars 2021, il est arrêté avec trois autres dirigeants du mouvement et accusés de meurtre. Ils sont détenus sans possibilités de liberté sous caution pendant six mois. En prison, Ngila participe à un groupe de lecture qui lit des œuvres de penseurs comme Paulo Freire et Frantz Fanon.[réf. nécessaire]
L’État retire les charges contre eux le 1er octobre 2021 après avoir admis n’avoir aucune preuve contre aucun d’entre eux.[réf. nécessaire]

### Assassinat et Condamnation
Ngila est assassiné le 8 mars 2022 par des assaillants pendant qu'il se rend à eKhenana pour réparer une conduite d'eau à Cato Manor, à Durban en Afrique du Sud,.
Nokuthula Mabaso, témoin de l'État dans l'assassinat de Ngila, est abattu le 05 mai 2022. Après le meurtre de Mabaso, la libération sous caution de Ngubane est refusée. Le 20 août 2022, le deuxième témoin clé du meurtre de Ngila est également assassiné.
L'assassinat est condamné par l'Afrique du Sud et à l'échelle internationale, notamment dans une lettre largement diffusée par plus de 130 organisations de la société civile. Le Socio-Economic Rights Institute of South Africa (SERI), cabinet d'avocats d'intérêt public de premier plan, appelle le ministre de la Police et la Commission sud-africaine des droits de l'homme à enquêter sur son assassinat.
L'assassinat des militants d'Abahlali baseMjondolo, dont Ngila, est évoqué lors de la 51e session du Conseil des droits de l'homme des Nations Unies en 2022.[réf. nécessaire]
L'assassinat est également condamné par de nombreuses organisations populaires à travers l'Afrique dont le mouvement républicain d'Eswatini PUDEMO, dont le leader assiste aux funérailles de Ngila, le Mouvement socialiste du Ghana, la Fédération sud-africaine des syndicats ainsi que le plus grand syndicat du pays, le Syndicat national des métallurgistes d'Afrique du Sud.
Le 17 juillet 2023, Khayalihle Gwabuzela, connu sous le nom de Khaya Ngubane, fils d'un politicien de l'ANC, est reconnu coupable du meurtre de Ngila par la Haute Cour de Durban. Il est condamné à quinze ans de prison.

## Note et références

### Note
- (en) Cet article est partiellement ou en totalité issu de l’article de Wikipédia en anglais intitulé « Ayanda Ngila » (voir la liste des auteurs).